# Hans Petschnig
Hans Petschnig, magyarosan Petschnig János (?, 1821. május 1. – ?, 1897. december 19.) osztrák építész és akvarellfestő.

## Élete
Bécsben végezte tanulmányait, 1856-tól 1861-ig rajztanár volt a pesti főreáliskolában. 1860-ban az ő tervei szerint épült a budai II. ker. főreáliskola (ma: Toldy Ferenc Gimnázium) és 1868-ban a szekszárdi újvárosi templom neogót stílusban. 1861-től az állami ipariskola tanára volt Bécsben, 1878-tól Grácban működött.
Augusz Imre neogótikus síremléke 1889-ben épült fel a tervei alapján. Az ő műve Schneiderbauer József borkereskedő Bezerédj utcai lakóháza, amelyet a Séner-ház helyén építtetett 1890-ben.
Kései alkotása volt a Szekszárdi zsinagóga (1897).

## Egyéb irodalom
- (szerk.) Rozsnyai József: Építőművészek Ybl és Lechner korában, Terc Kereskedelmi és Szolgáltató Kft., Budapest, 2015, ISBN 978-615-5445-12-5